# Karch (Einheit)
Der Karch, auch als Pferdslast bezeichnet, war eine österreichische Gewichtseinheit. Eine Maßkette war für dieses Maß nicht im Gebrauch.
- 1 Karch = 4 Zentner = 400 Pfund[2] = 224 Kilogramm

Grundlage war 1 Pfund = 560,0122 Gramm
- 1 Kilogramm = 0,004464 Karch[3]